# Henri de Latouche
Hyacinthe-Joseph Alexandre Thabaud de Latouche, dit Henri de Latouche, né à La Châtre le 2 février 1785 et mort à Châtenay-Malabry le 27 février 1851, est un journaliste, poète et écrivain français.

## Biographie
Henri de Latouche appartient à une famille de la bourgeoisie aisée du Bas Berry et il est apparenté à la plupart des familles notables de La Châtre.
Après avoir fait son droit à Paris, il débuta sa vie littéraire sensiblement autour de 1811, année où il obtint une mention à l’Institut pour son poème la Mort de Rotrou et où il fit jouer la comédie Projets de sagesse à l’Odéon. Il eut ensuite du gouvernement une mission en Italie, dont l’objet n’est pas connu. Ayant perdu sa place d’employé à la chute de l’Empire, il écrivit, pour vivre, des ouvrages de circonstance faits à la hâte et peu dignes de son talent. Cependant, quelques pièces de théâtre, de petits poèmes dans le goût de l’école romantique.
Contrairement à ce qui est couramment véhiculé, il ne fut pas le père de Louisa ou de Marie-Eugène, les deux premiers enfants de Marceline Desbordes-Valmore qu'il rencontra beaucoup plus tardivement : Louis Lacour fut le père de Louisa:144 et Eugène Debonne celui de Marie-Eugène:161.
Des succès, où l’esprit de parti et le scandale entrèrent pour une bonne part, augmentèrent ensuite la réputation de Latouche. Il se fait également beaucoup d’ennemis avec les articles qu’il écrit dans Le Constitutionnel, qui cesse de paraître en 1817, censuré par le gouvernement pour des raisons politiques, à cause d’une obscure allusion dans un de ses articles. En 1818, il fit jouer Selmours de Florian, écrit en collaboration avec Émile Deschamps, et qui connut une centaine de représentations.
En 1823, Latouche crée une autre revue : le Mercure du XIXe siècle qu’il rédigea en grande partie, à partir de 1825, et se lance dans une attaque en règle contre la monarchie. Après 1830, devenu directeur du journal le Figaro qu’il dirigea jusqu’en 1832, il ne ménage ni les libéraux, dont il avait jusque-là partagé les opinions, ni les romantiques qui triomphaient pendant la monarchie de Juillet. Gustave Planche lui répond vertement dans la Revue des deux Mondes ; dans ses Causeries du lundi (vol. 3), Sainte-Beuve dresse de lui un portrait peu flatteur.
En 1827, Latouche publia la Correspondance de Clément XIV et de Carlin, roman épistolaire dirigé contre les jésuites, et dont un passage de l’abbé Galiani lui avait fourni l’idée. En 1829, il publia son chef-d’œuvre, Fragoletta, roman mettant en scène « cet être inexprimable, qui n’a pas de sexe complet, et dans le cœur duquel luttent la timidité d’une femme et l’énergie d’un homme, qui aime la sœur, est aimé du frère, et ne peut rien rendre ni à l’un ni à l’autre » selon les termes de Balzac qui a reconnu sa dette à son égard, notamment pour Séraphîta.
La même année, Latouche écrivit dans la Revue de Paris contre les romantiques, qui avaient été ses amis, un article fameux, intitulé Camaraderie littéraire, auquel Gustave Planche répondit par un article intitulé De la haine littéraire.
À cette époque, il eut l’honneur de deviner le talent de sa compatriote George Sand qu’il facilite et à laquelle il prodigue des encouragements à ses débuts. D’abord son ami, il se détourne néanmoins d’elle lorsqu’elle connaît une gloire trop tapageuse à son goût. Il contribue également à la mémoire d’André Chénier qui n’est alors apprécié que d’un petit cercle ; il le fait largement connaître en publiant en 1819 des œuvres jusqu’alors inédites, reçues des mains de Daunou, dont il avait aussitôt reconnu la valeur et auxquelles il aurait ajouté quelques très légères modifications. On a beaucoup exagéré les changements qu’il fit subir au texte original dans cette publication importante qui reste attachée à son nom. Béranger alla même jusqu’à dire que les poésies d’André Chénier étaient en grande partie l’œuvre de l’éditeur, mais un de ses amis, Lefèvre-Deumier, a laissé sur ce point un témoignage décisif : « J’ai vu, dit-il, j’ai tenu les manuscrits, et ils étaient tous de la main de Chénier ou d’un de ses frères… Si de Latouche a eu quelques torts en cette affaire, c’est, dans son enthousiasme craintif pour une gloire dont il était le premier arbitre, de s’être un peu méfié du public, d’avoir affaibli par prudence quelques expressions qui lui semblaient d’une énergie triviale ou d’une crudité dangereuse ; d’avoir en quelques endroits remplacé par des points ou même par rien des vers qu’il ne trouvait pas à la hauteur des autres ; d’avoir corrigé çà et là quelques rimes qui lui paraissaient insuffisantes. »
Latouche, qui avait le don de découvrir les talents et a d’ailleurs modestement déclaré : « Mon seul orgueil se compose en littérature de deux souvenirs : avoir édité André Chénier et empêché George Sand de s’occuper de portraits à l’aquarelle », a également apporté un solide soutien à Honoré de Balzac au moment de la désastreuse aventure de l’imprimerie, lui offrant asile et aide financière, rue Visconti. Il participe également à son installation rue Cassini et à la décoration de sa demeure. Il a également aidé la publication des écrits de Jules Sandeau. Il était même coupable de plus d’une supercherie littéraire, ayant fait paraître, sans nom d’auteur, chez Urbain Canel, dans les derniers jours de 1825 ou au début de 1826, un récit licencieux intitulé Olivier, qui pouvait passer pour être dû à Claire de Duras.
Une pièce intitulée La Reine d'Espagne (1831), qui s’avéra trop indécente pour le gout du public, quelques romans, un recueil d’essais en prose et en vers sous le titre de La Vallée aux loups (1833), et deux recueils de vers, les Adieux (1842), Les Agrestes (1844), terminèrent sa vie littéraire.
Dans des romans comme Grangeneuve, Fragoletta, Aymar ou Leo, Henri de Latouche témoigne d'un intérêt prononcé pour le Berry, qu'il décrit et dont il évoque le patois, les usages et les croyances dans des passages entiers de digressions. En cela, il préfigure les romans paysans de George Sand, qui pousse cet intérêt encore plus loin que lui en faisant des paysans berrichons ses personnages principaux.
Ceux qui ont approché Latouche et qui ont pu l’apprécier complètement sont unanimes à faire ressortir la vivacité de son esprit pour la conception d’un sujet, et son infériorité dans son exécution. Ce fut, suivant eux, le tourment de sa propre vie et le secret de son amertume à l’égard des autres. Il passa ses dernières années dans la solitude, à quelques lieues de Paris, au Val d'Aulnay, où avait habité Chateaubriand.
Il repose dans la chapelle funéraire familiale du cimetière ancien de Châtenay-Malabry.

## Œuvres

### Théâtre
- Projets de sagesse, comédie en vers (1811)
- Selmours de Flavian, comédie en trois actes, en vers (au théâtre Favart 1818), en collaboration avec Émile Deschamps
- La Reine d’Espagne, comédie en cinq actes, (1831) qui fait scandale au Théâtre-français (le public trouvait la pièce indécente)
- Un tour de faveur, comédie en un acte, en vers (1818)

### Romans
- Fragoletta : Naples et Paris en 1799 (1829)
- Histoire du procès Fualdès (1818)
- Mémoires de Madame Manson (1818)
- Le Cœur du poète, dans Vallée aux loups. - Souvenirs et fantaisies (1833)
- Grangeneuve (1835), roman
- France et Marie (1836)
- Léo (1840)
- Un mirage (1842)
- Adrienne (1845)
- Dernières lettres de deux amants de Barcelone (1821)

### Poèmes
- Vallée aux loups, souvenirs et fantaisies (1833), (prose et vers)
- Les Adieux (1843)
- Les Agrestes (1844)
- Blanche, Egbert, La Chambre grise, Le Juif errant, Phantasus, Rosalba, Trivulce, etc., petits poèmes imités de l’anglais et de l’allemand (1818-1820)
- Un volume d’œuvres posthumes publié par Pauline de Flaugergues, sous le titre d’Encore adieu (1852)
- Biographie pittoresque des députés (1820)

### Autres
- Lettres à David sur le Salon de 1819

### Éditions modernes
- Œuvres complètes (1. Adrienne. Aymar. Clément XIV et Carlo Bertinazzi — 2. Fragoletta. France et Marie. Grangeneuve — 3. Léo. Olivier Brusson. Un mirage — 4. Le petit Pierre. La Vallée aux loups). 4 v. 1867, réimp. Genève, Slatkine, 1980  (ISBN 9782051000932)
- Fragoletta, ou, Naples et Paris en 1799, Paris, Desjonquères, 1983  (ISBN 978-2-90422-705-9)